# Steeple Langford
Steeple Langford  è un villaggio e una parrocchia civile della contea del Wiltshire che si trova a 6 miglia a nord-ovest di Wilton, Sud Ovest dell'Inghilterra, Regno Unito.

## Geografia

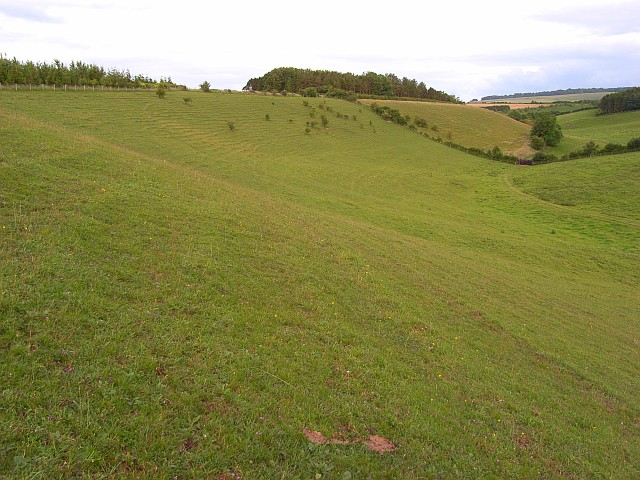
Steeple Langford Down

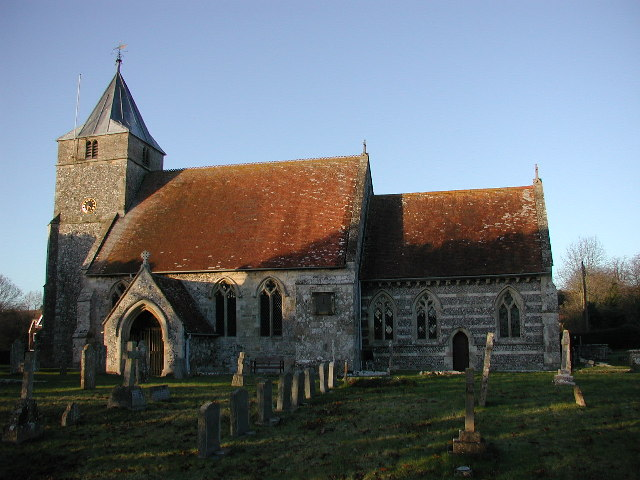
Chiesa di Tutti i Santi

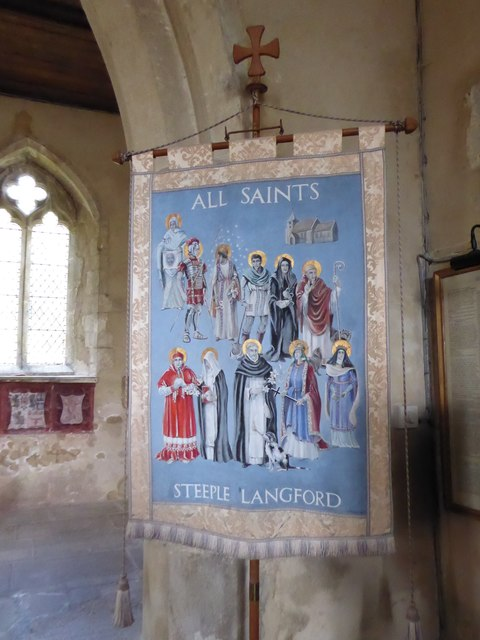
Interno della chiesa di Tutti i Santi. Stendardo

Il territorio della parrocchia civile si trova nella valle del Wylye Valley tra Salisbury e Warminster. Comprende i due villaggi di Hanging Langford e Little Langford. Gran parte è una zona collinare, i cui confini sono generalmente dritti e nella maggior parte non tengono conto del rilievo. La parte sud del confine orientale con Little Langford, la parte sud di quello occidentale con Wylye e, apparentemente, la parte nord di quello occidentale, con Deptford a Wylye, furono descritte già nel X secolo. Nella parte sud-occidentale del confine segue una valle asciutta, e per brevi tratti i corsi del Wylye sono i confini con Wylye e Little Langford. Il confine settentrionale è sullo spartiacque tra Wylye e Till, quello meridionale su quello del Wylye e Nadder. I confini furono tracciati attraverso due siti di insediamento preistorici e quello meridionale è segnato da un antico fossato. Sono presenti numerosi affioramenti di gesso coperti in parte da argilla con selci lungo il confine meridionale dove, a circa 185 metri, la pianura tra le valli Wylye e Nadder raggiunge la massima altezza. Le colline settentrionali raggiungono i 167 metri. Ci sono creste e valli asciutte sia nella parte settentrionale sia in quella meridionale, ma anche un'estesa area pianeggiante a nord. Il fiume Wylye scende poco mentre attraversa il territorio da ovest a est ed ha depositato un'ampia fascia alluvionale oltre ad una striscia di ghiaia su cui sorgono gli insediamenti principali.

## Storia
Il territorio è stato colonizzato dal periodo neolitico e sono stati recuperati da molti reperti risalenti a quel periodo. Si conservano strumenti in pietra neolitici e tumuli dell'età del bronzo. L'accampamento dell'età del ferro a Yarnbury Castle e i sistemi di campi mostrano una notevole attività preistorica nella zona. Il fossato di Grims è un importante monumento sopra il confine meridionale. Yarnbury fu occupata durante il periodo romano, ma è probabile che a quel tempo la maggior parte degli insediamenti fosse concentrata lungo la valle del fiume, come poi è rimasta. Dal Medioevo la parrocchia si conformò al modello di allevamento di pecore e mais tipico delle terre calcaree del Wiltshire. C'erano prati sulle zone alluvionali accanto al fiume, pascoli sulla ghiaia, campi aperti sui pendii inferiori delle colline e pascoli estesi principalmente per pecore sull'altopiano oltre. Steeple Langford e Hanging Langford avevano ciascuna un sistema di campi arabili e prati e pascoli comuni che non furono recintati fino alla metà del XIX secolo. L'argilla con selci del bacino idrografico Wylye-Nadder aveva terreni boschivi, ma quasi tutti erano stati apparentemente abbattuti entro il 1086, quando nessuna delle tenute di Steeple Langford, Bathampton e Hanging Langford registrava terreni boschivi nel Domesday Book. Hanging Langford aveva un bosco chiamato Ridgely, in seguito Stourton Hat. Alcuni acri furono piantati a Bathampton tra il 1773 e il 1838 e diversi frutteti furono piantati sulle colline di Steeple Langford nel XIX e XX secolo. Nessun commercio estraneo all'agricoltura è mai stato importante localmente. Dall'XI secolo o anche da prima, il Wylye fu utilizzato per azionare i mulini e dal XVII secolo o prima per allagare i prati. Il ponte pubblico principale potrebbe essere stato per molto tempo quello immediatamente a ovest della chiesa, chiamato Maskell's almeno dal 1592. Più a est il fiume fu reso guadabile e presumibilmente il lungo guado diede il nome a tre villaggi, finché non fu costruito un ponte stradale in cemento a tre arcate intorno al 1880. A est di quel ponte si formarono laghi a nord e a sud del fiume dall'estrazione di ghiaia a metà del XX secolo. La strada romana che si pensa collegasse Winchester e Old Salisbury ai Mendip e una strada di crinale, a volte chiamata Grovely Ridge Way, che conduceva da Wilton lungo il bacino idrografico Wylye-Nadder, potrebbero aver attraversato la punta meridionale della parrocchia.
Berwick Lane potrebbe aver fatto parte della Harrow Way, un'antica strada che si pensa collegasse Kent e Somerset, che potrebbe aver attraversato il Wylye al guado. Una strada che attraversava le colline settentrionali era la strada principale da Southampton e Salisbury a Bath e Bristol, passando per Tinhead a Edington, e da questa si diramava una strada che conduceva a Chitterne e fu sostituita da altre due strade per Bath. Entrambe furono smobilitate nel 1870. Nel XX secolo la strada che attraversava Steeple Langford divenne la strada principale Southampton-Bristol e fu designata strada principale nel 1946. Una nuova sezione per aggirare il villaggio fu costruita nel 1989. Una strada di campagna che attraversava la parte settentrionale della parrocchia, che attraversava la vecchia strada Bath vicino al confine nord-orientale, fu smobilitata tra Amesbury e Mere nel 1761 e smobilitata nel 1871. Come parte della strada principale Londra-Exeter fu designata strada principale nel 1958. La sezione Salisbury-Warminster della linea ferroviaria G.W.R. fu aperta nel 1856. La fermata a Hanging Langford fu chiusa nel 1857 dopodiché la stazione più vicina fu a Wylye. Dal periodo medievale l'attività più importante è l'allevamento di pecore con la coltivazione di mais. All'inizio del XIV secolo la terra del maniero fu separata da quella degli affittuari le cui strisce arabili erano situate in tre campi aperti. Come è accaduto in molti feudi di terra calcarea nel Wiltshire e nell'Hampshire, si crearono grandi proprietà terriere mentre le fattorie venivano accorpate. Ciò accadde in gran parte nella parrocchia all'inizio del XIX secolo.

## Monumenti e luoghi d'interesse
Nel territorio di Steeple Langford sono presenti alcuni edifici e luoghi d'interesse, tra i quali:
- Chiesa di Tutti i Santi. Si tratta di una chiesa parrocchiale anglicana risalente al XIII secolo e oggetto di interventi nei secoli successivi. La chiesa in selce e pietra in parte squadrata ha un presbiterio con camera dell'organo e sacrestia a nord. Il muro a est potrebbe essere sopravvissuto dal XII secolo, ma la chiesa fu sostanzialmente ricostruita nel XIV secolo e riconsacrata nel 1326. Il piano superiore della torre è del XV secolo e il portico a sud è del XV secolo o inizio del XVI secolo. Il presbiterio fu ricostruito nel 1857 da W. Slater e la chiesa fu ampiamente restaurata nel 1875 da R. H. Carpenter. Le mensole del presbiterio sono state descritte come normanne ma sembrano risalire al XIX secolo. Il fonte battesimale in marmo di Purbeck è l'unica caratteristica romanica. Probabilmente risale alla prima metà del XIII secolo. Montata su un piedistallo moderno, la vasca quadrata del fonte si trova direttamente sopra una modanatura rotonda. Questa sporge leggermente all'esterno di ogni faccia. Appartiene alla diocesi di Salisbury e dal 23 marzo 1960 è un monumento classificato di primo grado.[6][7][8]
- Steeple Langford Down è un sito biologico di speciale interesse scientifico di 21,75 ettari a Steeple Langford, notificato nel 1971.[9]